# Вулиця Тараса Бульби (Кременчук)
Ву́лиця Тара́са Бу́льби (до 2016 Трохима Карнаухова) — вулиця Кременчука в районі Молодіжного протяжність близько 900 метрів. До 2016 року мала назву вулиця Трохима Карнаухова.

## Розташування
Вулиця розташована в північній частині міста на території селища Молодіжного. Починається з вулиці Володимира Великого і прямує на захід до вулиці Молодіжної.
Приблизно посередині перетинається з проспектом Лесі Українки.

## Походження назви
Вулиця названа на честь літературного персонажа Миколи Гоголя Тараса Бульби.

## Будівлі та об'єкти
На вулиці розташовуються ЗОШ № 8, ЗОШ № 17 та стоматологічна поліклініка.

## Різне
По вулиці пролягає маршрут маршрутного таксі № 11.